# Bill Mantlo
William Timothy Mantlo, ou simplesmente Bill Mantlo (9 de novembro de 1951), é um escritor estadunidense, conhecido por seu trabalho com os quadrinhos da Marvel Comics. Ele também é um advogado e atuou nas negociações para licenciamento de brinquedos para adaptação aos quadrinhos do Universo Marvel: o vencedor do Eagle Award, Micronautas e Rom. Foi vítima de um atropelamento em 1992 e está retirado definitivamente do trabalho, sob assistência médica permanente.

## Biografia

### Educação e primeiros anos
Nascido no Brooklyn, Mantlo era aficcionado por quadrinhos e entrou para a Escola Técnica de Arte de Manhattan. Na faculdade (Cooper Union School of Art), Mantlo se especializou em pintura e fotografia. Após se formar, Mantlo atuou como fotógrafo e funcionário público.

### Marvel Comics
Graças a uma ligação com um amigo da faculdade, Mantlo conseguiu em 1974 um trabalho de assistente na Marvel Comics, trabalhando com o gerente de produção John Verpoorten. O primeiro crédito foi como colorista, aparecendo em várias publicações de outubro de 1974 a abril de 1975. Depois Mantlo escreveu um roteiro para os Filhos do Tigre. A história tinha o nome de Deadly Hands of Kung Fu e com a mesma ganhou o posto de escritor fixo da revista. Enquanto escrevia Deadly Hands, Mantlo e o desenhista George Pérez criaram o personagem do Tigre Branco, primeiro super-herói portorriquenho.
Nessa época, o editor-em-chefe da Marvel Marv Wolfman criou uma política de cumprimento de prazos. Mantlo rapidamente se tornou o autor mais profícuo, contribuindo com inúmeras histórias em prazos apertados. No meio dos anos de 1970, Mantlo já havia escrito para quase todos os títulos da Marvel.
Tornado um escritor regular da Marvel, Mantlo se notabilizou por criar aventuras populares para os personagens de brinquedos de ação: Micronautas e Rom, chamado de Rom, o Cavaleiro do Espaço.No Natal de 1977, o filho de Mantlo abriu um de seus presentes: Bonecos de ação da linha Mego chamada de Micronautas. Observando as figuras, Bill Mantlo imediatamente teve a inspiração para novas aventuras. Ele convenceu o Editor-em-chefe Jim Shooter para adquirir a licença para quadrinhos e ficou encarregado de escrever a série. Mantlo e Michael Golden (o desenhista dos Micronautas) criaram então um universo subatômico e o rechearam com histórias originais, mitologias e personalidades. A série venceria o Eagle Award de 1979, como a melhor estréia nos quadrinhos.
Da mesma forma, Mantlo tomou o boneco chamado Rom e criou uma odisseia cósmica que misturava cavalaria, alienígenas e as suas interações com os seres humanos.
Outro trabalho memorável foi a criação de Manto e Adaga, além das bem sucedidas séries com o Hulk, Homem de Ferro, Homem-Aranha e Tropa Alfa.

### Defensor público
Escrever quadrinhos era para Manto também uma forma de ganhar dinheiro para entrar para uma escola de Direito. No meio dos anos de 1980, quando ele juntou capital suficiente, ele matriculou-se numa escola desse tipo. Continuou a escrever para a Marvel, mas seu ritmo diminuiu. Ele chegou a trabalhar na DC Comics em 1988, roteirizando a minissérie Invasão!. Mas ao passar nos exames, ele começou a atuar em período integral na Legal Aid Society como defensor público no Bronx.

### Tragédia
Em 17 de julho de 1992, Mantlo foi atropelado por um automóvel enquanto patinava nas ruas. O motorista fugiu do local e nunca foi identificado. Sem capacete, Mantlo sofreu um traumatismo craniano e passou várias semanas em coma. Desde então ele passou para a Assistência Médica e não há mais chances de recuperação. Mantlo é paciente do Centro de Reabilitação e Enfermagem Nassau no Queens,onde recebe assistência de 24 horas. Em 2007 o desenhista David Yurkovich escreveu um livro chamado Mantlo: A Life in Comics, cuja renda foi para o irmão de Mantlo, Michael Mantlo, como forma de manter a assistência ao artista. Floating World Comics lançou Spacenight: A Tribute to Bill Mantlo, na qual vários artistas desenharam Rom, outra forma de ajudar na arrecadação de fundos para o escritor.

## Vida pessoal
Mantlo foi casado com Karen Mantlo (née Pocock), que trabalho alguns anos como letrista de quadrinhos. Eles tiveram um filho, Adam, e uma filha, Carina (nascida em 1981).

## Principais trabalhos
- Tropa Alfa
- Os Campeões
- Manto e Adaga
- Demolidor
- Deadly Hands of Kung Fu
- Os Defensores
- Howard, o pato (últimas revistas da série e o especial em preto-e-branco)
- Hulk (#245 - #313)
- Invasão!
- Homem de Ferro (#95 - #115)
- Valete de Copas
- Revista Marvel Preview (#4, #7, #10 #24)
- Revista Marvel Team-Up
- Micronautas
- Revista The Spectacular Spider-Man (Homem-Aranha)
- Rawhide Kid
- Rocket Raccoon (série limitada)
- Rom (#1 - #75 & Anuais #1 - #4, dezembro de 1979 - fevereiro de 1986)
- Sectaurs
- Thor
- Transformers (quadrinhos da Marvel)
- Visão e Feiticeira Escarlate mini-séries.
- Lobisomem
- X-Men